# Allan Zambrana Salmerón
Allan Adolfo Zambrana Salmerón (nacido en 1954) es un abogado, político y sindicalista nicaragüense.

## Biografía
Participó activamente en la organización sindical en la década de 1970 y fue encarcelado en varias ocasiones por el régimen de Somoza. Fue líder del Movimiento Pueblo Unido. Se desempeñó como secretario general de la Central de Acción y Unificación Sindical (CAUS). Tras el triunfo de la Revolución Sandinista, fue miembro del Consejo de Estado (en representación de la CAUS). En octubre de 1981, el Consejo de Estado le revocó la inmunidad, tras ser condenado a 29 meses de prisión por violar la Ley del Orden Público. Amnistía Internacional lo reconoció como preso de conciencia.
Zambrana Salmerón fue candidato presidencial del Partido Comunista de Nicaragua (PCdeN) en las elecciones generales de 1984. Obtuvo 16.034 votos (1,5%). Fue miembro de la Asamblea Nacional entre 1984 y 1990. En las elecciones generales de 1990, se convirtió en miembro suplente de la Asamblea Nacional en lugar del diputado Elí Altamirano.
A principios de la década de 1990, Zambrana Salmerón fue uno de los siete miembros del buró político del Partido Comunista de Nicaragua. Posteriormente fue expulsado del Partido Comunista.
Fue miembro del junta directiva de la Comisión Permanente de Derechos Humanos (CPDH).